# 일본 순시선 괴선박 격침 사건

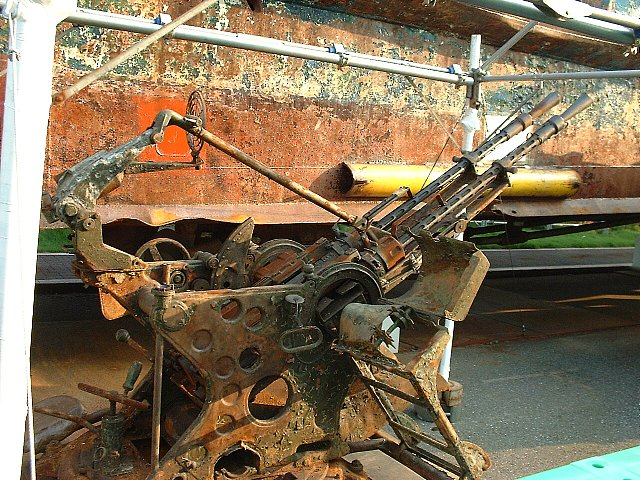

일본 순시선 괴선박 격침 사건(日本巡視船怪船舶擊沈事件) 또는 큐슈 남서해역 공작선 사건(일본어: 九州南西海域工作船事件)은 2001년 12월 22일 일본의 해상보안청 소속의 순시선이 가고시마현 아마미 오시마 서북서쪽 배타적 경제 수역(EEZ)을 침범한 조선민주주의인민공화국의 공작선으로 추정되는 소속 불명의 선박을 추격, 중국측 EEZ 내에서 교전을 벌여 괴선박이 침몰된 사건이다.

## 배경
1998년 - 괴선박 대응 한일 공조 해상 작전
1998년에는 대한민국 주변에서 수 차례 북한의 잠수정이 목격되었다. 1998년 6월 22일에는 속초 부근 해상에서 그물에 걸린 유고급 잠수함이 어부의 신고로 수습 도중 침몰, 예인되었고, 11월 20일 새벽에는 강화도 장곶 부근 해상에서 10톤 규모의 특수 간첩선으로 추정되는 괴선박이 목격되었다. 12월 17일 밤에서 다음날 새벽 사이에는 대한민국 해군이 여수부근에서 이동하는 반잠수정을 추격하여 교전 끝에 침몰시키고, 인양하였다. 이 교전에서 일본 해상자위대와 해상보안청의 함정과 초계기가 일본 영해를 감시하는 한일 양국의 공조가 이루어졌다. 12월 22일에는 거제도 부근에서 대한민국의 해군 함정이 괴선박을 발견, 함포를 쏘며 추격을 하였으나, 일본 어선으로 밝혀졌다.
1999년 - 일본의 괴선박 2척 추적
1999년 3월 23일에는 동해상에서 순시 중이던 일본 해상보안청 소속 선박에 2척의 괴선박이 발견되어 추격전이 벌어졌다. 일본 해상보안청에 의하면, 괴선박들은 일장기와 일본식 이름으로 일본 어선을 위장하고 있었다. 다음날까지 계속된 20여 시간의 추격전에서 동원되었던 일본 해상보안청 소속 순시선, 해상자위대 소속 함정과 초계기 등이 기관총 사격과 폭탄 투하 등으로 괴선박에 경고하였는데, 이는 훈련 이외의 발포로서는 일본 해상자위대 창설 이래 최초의 것으로 보도되었다. 괴선박은 북한 영해로 이동하여 24일 8시경 일본의 방공식별권을 넘었고, 더 이상의 추격을 포기한 일본 정부는 북한측에 도주한 선박과 승조원에 대한 인도를 요청하으나, 북한은 이를 자작극이라 주장하였다. 하지만, 괴선박들은 나진항 앞바다에 머무르다가 25일 청진항에 입항한 것으로 확인되었다.
이 사건으로 일본 내에서는 자위대의 출동과 발포가 적절하였는지의 여부가 지적되었으며, 대한민국에서는 미국과 일본간의 신방위협력지침 심의와 관련하여 일본의 군사적 활동이 확대되는 것을 경계하였다. 1999년 8월, 일본 방위청은 괴선박 사건의 대책으로 2003년까지 고속미사일함 6척을 건조하여 동해 방향 기지에 배치한다는 계획을 언론을 통해 발표하였다. 예산 증액과 함께 해상자위대의 선박검사를 위한 '특별경비대'가 신설되고, 괴선박 출현에 대비한 해상훈련도 벌였다.
2000년 - 자위대법 개정, 특수부대 창설
2000년 2월 일본에서는 자위대의 괴선박에 대한 사격을 허용하도록 자위대법이 개정될 예정이라고 보도되었고, 2001년 3월에 개정안이 마련되었다. 괴선박에 대응한 3개 특수부대가 창설되었고, 5월 14일에는 대마도 부근에 출현한 중화인민공화국의 첩보선을 일본의 구축함이 대응, 추적하기도 하였다. 2001년 후반에는 일본 해상보안관의 괴선박에 대한 선체 사격을 허용하는 법안이 마련되었다.
기타
1998년 ~ 2001년에 함께 진행된 사건들로, 1998년 8월 31일의 대포동 1호 발사, 2000년 6월 13일부터 15일까지의 김대중 대통령의 평양 방문 등이 있었다.

## 사건 발생 및 경과
2001년 12월 22일 6시 20분경, 일본 해상보안청의 순시선이 가고시마현 아마미 오시마 서북서쪽 224 km 해상에서 괴선박을 발견, 추격을 시작하였다. 16시경에는 위협사격과 함께 20 mm 기관포로 공격하였다. 괴선박은 일본 순시선의 공격으로 갑판에 난 불을 끄고 EEZ 중간선을 넘어 중국쪽 해역으로 도주하였다. 12월 22일 22시 13분, 일본 순시선이 아마미 오시마 북서쪽 390 km 중국측 EEZ 내에서 정지해 있는 괴선박을 공격하였고, 괴선박의 선원 2명이 자동화기로 대응하여 해상보안관 2명이 부상을 입었다. 괴선박은 침몰하고 바다에 뛰어든 15명의 선원들은 행방불명되었다.

## 사회적 여파 및 논란
일본의 순시선이 중국의 배타적 경제수역 내에서 사격을 한 것은 국제 관례와 일본 국내법에 어긋남이 지적되었고, 일본내에서도 과잉 대응의 논란이 일었다. 중국은 괴선박이 중국의 것이 아님을 밝히면서 괴선박에 대한 무력 사용에 대한 우려를 표시하였다.